# Aponoeme castanea
Aponoeme castanea är en skalbaggsart som beskrevs av Martins och Maria Helena M. Galileo 1997. Aponoeme castanea ingår i släktet Aponoeme och familjen långhorningar. Inga underarter finns listade i Catalogue of Life.